# Музей Кисуму
Музей Кисуму (англ. Kisumu Museum) открыт в 1980 году в городе Кисуму, располагается на шоссе Кисуму—Керичо.

## О музее
План открыть музей в Кисуму был озвучен в 1975 году, а уже 7 апреля 1980 года Музей Кисуму открыл свои двери для публики.
В экспозиции музея широко представлены предметы материальной культуры жителей Западной Рифтовой долины и провинции Ньянза, также затрагивается тема фауны региона.
Помимо прочего, в музее воссоздана в натуральную величину усадьба, характерная для народа Луо.

## Усадьба Луо

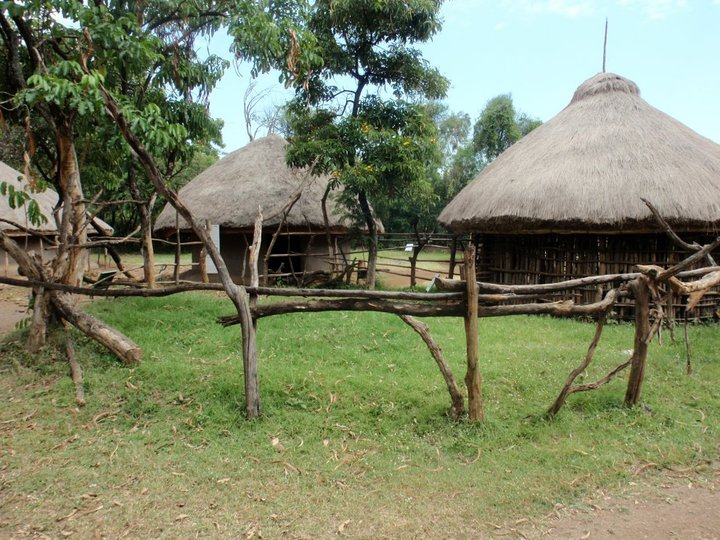
Загон для небольших домашних животных
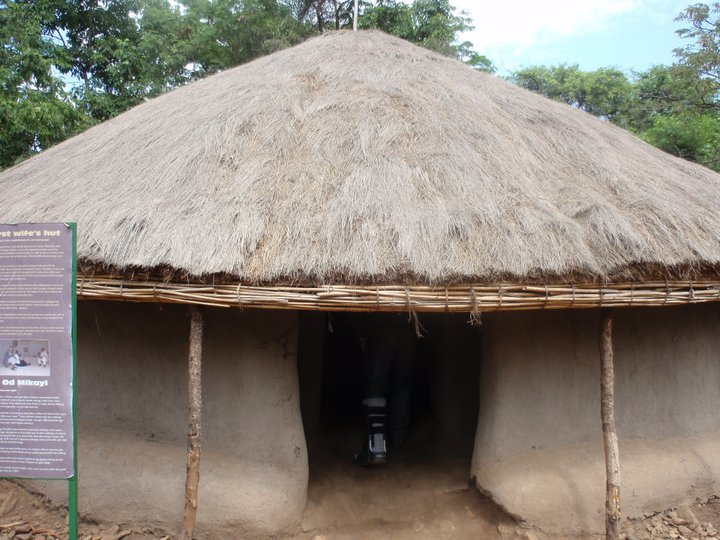
Хижина старшей жены
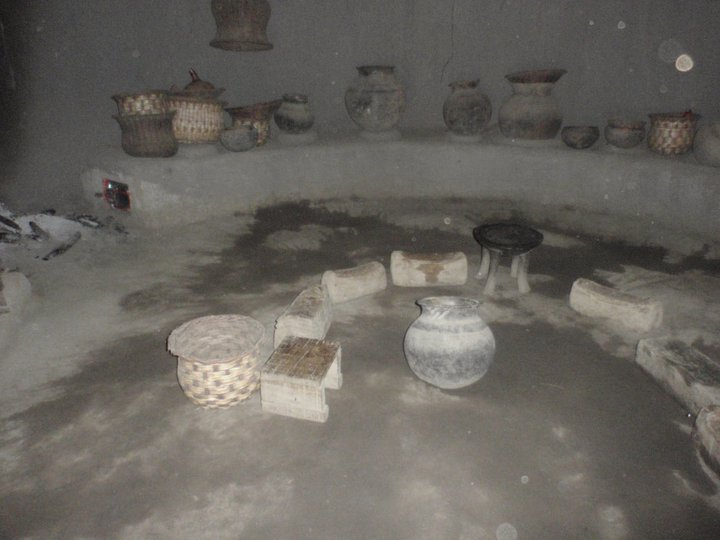
Хижина старшей жены изнутри
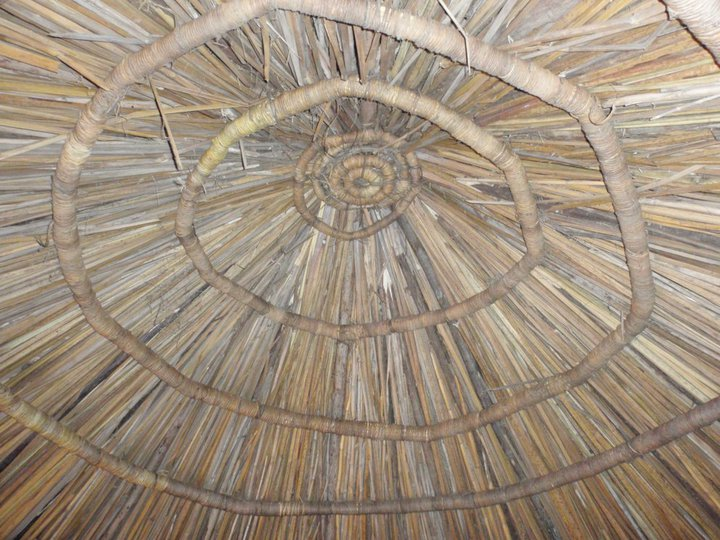
Крыша хижины
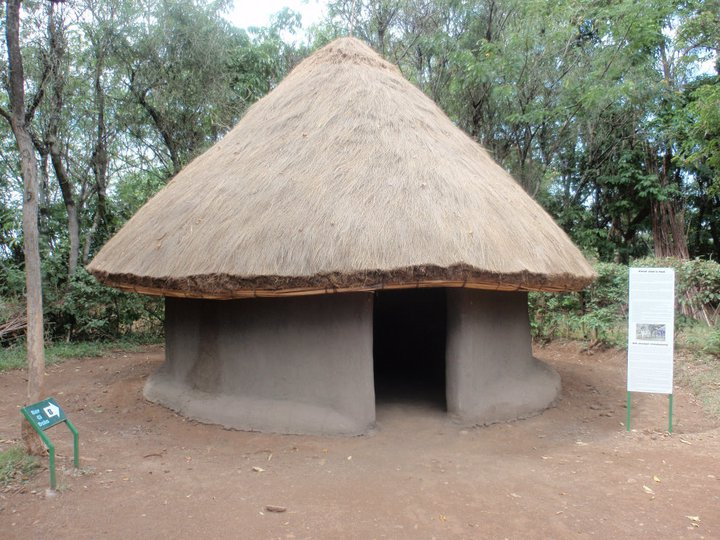
Хижина первого сына
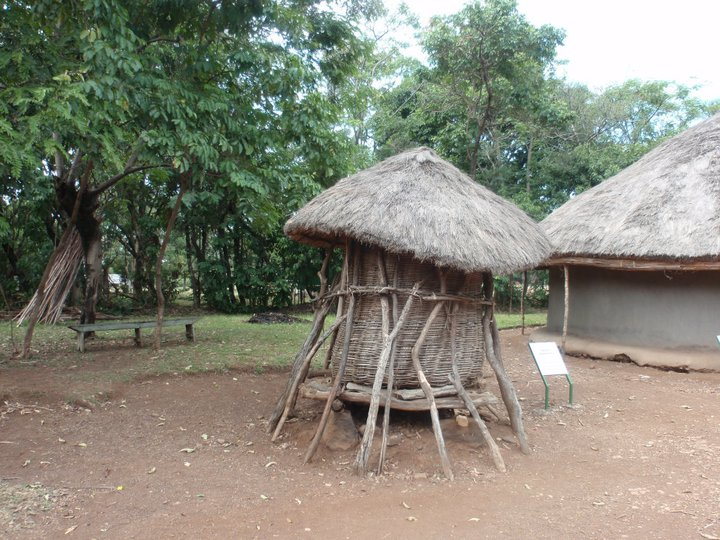
Зернохранилище